# Mäster Olofsgården

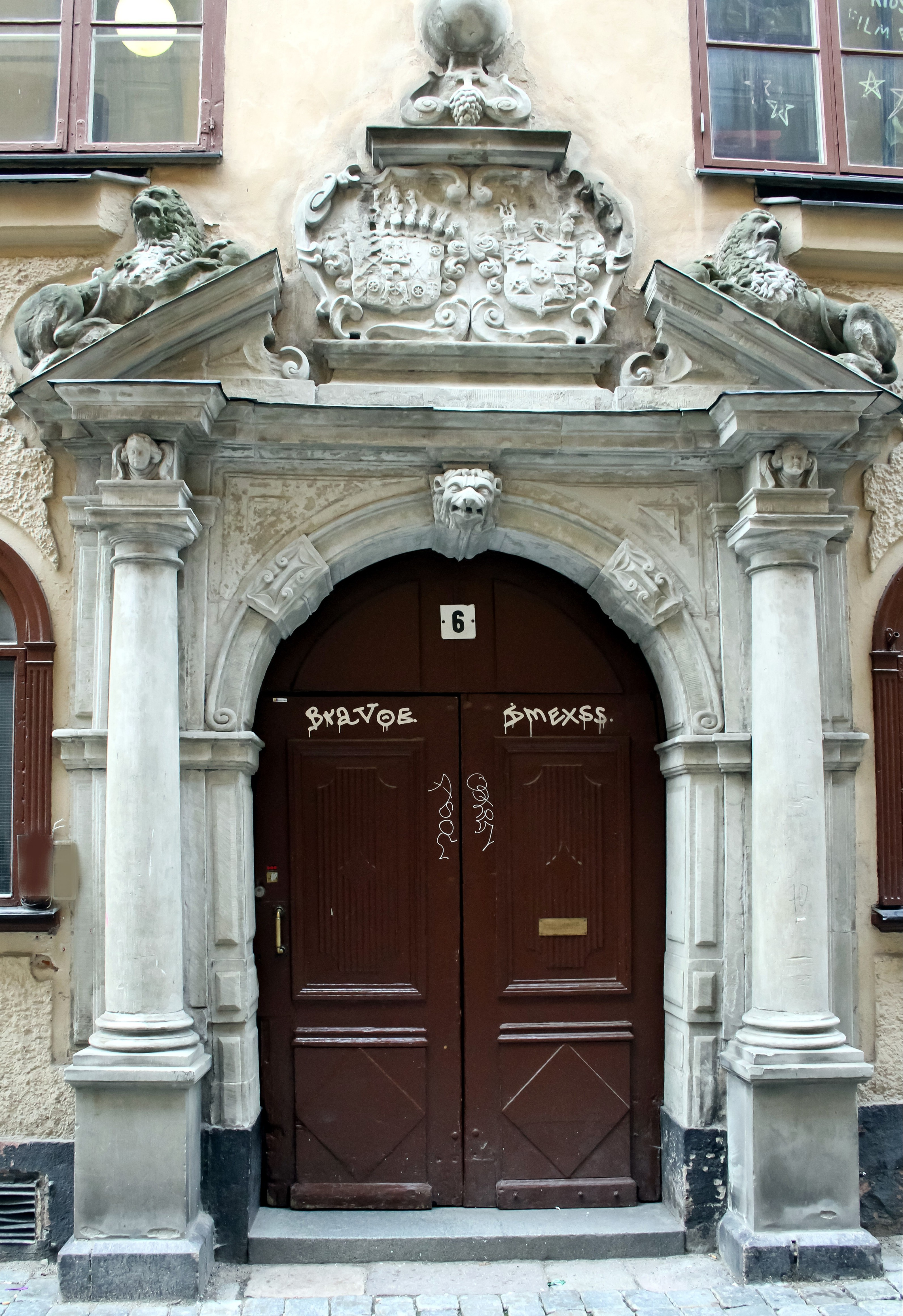
Portalen.

Mäster Olofsgården är en byggnad och hemgård på Svartmangatan 6 i kvarteret Ceres i Gamla stan, Stockholm.

## Historik
Huset ägdes på 1400-talet av Sten Sture den äldre. Johan III skänkte huset till Pontus De la Gardie 1576. 1620 byggdes det om och på 1800-talet skedde ytterligare två ombyggnader. Kung Sigismund bodde sannolikt i huset när han besökte Stockholm.
Portalen byggdes av makarna Karl Mauritz Lewenhaupt och Anna Maria Cruus till det hus hon ärvt efter sin morfar, riksskattmästaren Jesper Mattsson Cruus. Portalen har två lejon högst upp på var sin sandstenpilaster. Mellan lejonen finns Lewenhauptska vapenskölden till vänster och den Cruuska till höger.
Idag har Mäster Olofsgården - hemgården i Gamla stan - sina lokaler i detta hus.